# 柘榴遠藤介
柘榴遠藤介（学名：Endocythere granata）为荊花介科遠藤介屬下的一个种。